# Xanthos und Balios
Xanthos und Balios (altgriechisch Ξάνθος Xánthos, deutsch ‚der Blonde‘ und Βαλίος Balíos, deutsch ‚der Gescheckte‘) sind unsterbliche Pferde in der griechischen Mythologie.
Beide sind Söhne des Zephyr und der Harpyie Podarge. Xanthos ist – von Hera begabt – der menschlichen Sprache mächtig.
Poseidon hatte die Pferde dem König Peleus von Phthia anlässlich dessen Hochzeit mit der Meernymphe Thetis geschenkt. Peleus vererbte sie seinem Sohn Achilleus, der sie im Krieg gegen Troia seinen Wagen ziehen ließ. Während des Krieges wurden die Hengste von Achilleus’ Freund Patroklos versorgt; weinend betrauerten die Pferde Patroklos’ Tod in der Schlacht. Als Xanthos verrät, dass Apollon Patroklos tötete und Achilleus durch einen Gott und einen Mann sterben werde, nehmen ihm die Erinyen die Fähigkeit zu sprechen.
In einer anderen Version sind Xanthos und Balios ehemalige Titanen, die ihre Gestalt verändern wollten.
Alexander der Große soll einen Nachfahren des Xanthos oder einen Abkömmling der Rosse des Diomedes geritten haben.